# Ювеналій Єрусалимський
Святий Ювеналій (грец. Άγιος Ιουβενάλιος) — єпископ Єрусалиму приблизно з 422 року. У 451 році, коли Єрусалимський престол був визнаний патріархатом Халкедонським собором, він став першим патріархом Єрусалиму, і обіймав цей пост до своєї смерті в 458 році.

## Історія
Після облоги Єрусалиму в 70 році місто було залишено в руїнах, а після відвідин Адріаном цього місця в 135 році було побудовано нове римське місто під назвою Елія Капітоліна (Елій був сімейним ім'ям Адріана). Елія була містом незначного значення в імперії; губернатор провінції проживав у Кесарії. Кесарія стала митрополією; єпископ Елії (Єрусалиму) був лише одним із суфраганів.

## Життя
Ювеналій хотів перетворити Єрусалим на патріархат, але Олександрійський Патріарх Кирил і Папа Лев I виступили проти відділення Єрусалиму від Кесарії та Антіохії.
У 429 році патріарх Ювеналій освятив Євфимієву Лавру, розташовану на дорозі між Єрусалимом і Єрихоном, і забезпечив її пресвітерами і дияконами.
У 431 році Ювеналій виступив на боці Кирила проти Несторія на Першому соборі в Ефесі.
У 449 році Ювенал був одним із керівників Другої Ефеської ради, ставши першим, хто її підписав. Це призвело до того, що його ім’я було вилучено з диптихів церков, які відкинули собор. Однак на скликаному пізніше Халкидонському соборі він змінив свою позицію, засудивши попередній собор.
У 451 році в Халкедоні зібрався IV Вселенський Собор. Він засуджував монофізитську єресь, яка вчила, що людська природа у Христі була повністю поглинена божественною природою. Ювеналій був одним із тих, хто засуджував єресь і стверджував вчення про поєднання двох природ в Ісусі Христі, божественної та людської, без поділу та незмішання.  Коли Діоскора Олександрійського судили за порушення канонічного права, Ювеналій проголосував за його засудження. Учасники собору дали згоду на заснування Єрусалимського патріархату,  повернувся на свій престол, монофізити вигнали його з нього і поставили патріархом Феодосія. Як повідомляється, Феодосій наповнив Єрусалим кров’ю, а потім зібрав військову групу, щоб покарати інших суперників у регіоні, таких як Северіан, єпископ Скіфопольського, якого він жорстоко стратив у 452 або 453 рр. нашої ери. Імператорські війська відновили Ювеналія в 453 році, і він мирно служив до своєї смерті в 458 році.

## Канонізація
Ювеналій вважається святим у Східній православній церкві, його свято відзначається 2 липня.